# Ligament métacarpien dorsal
Les ligaments métacarpiens dorsaux sont trois ligaments des articulations intermétacarpiennes.
Ils unissent deux métacarpiens voisins au niveau de la face dorsale de leur base.
Ils existent entre le deuxième et le troisième, entre le troisième et le quatrième et entre le quatrième et le cinquième métacarpien.